# Ana Bokal
Ana Bokal (1º giugno 2006) è una sciatrice alpina slovena.

## Biografia
Ana Bokal è nipote di Nataša, a sua volta sciatrice alpina; attiva dall'ottobre del 2022, ha esordito in Coppa Europa il 9 febbraio 2023 a Maribor in slalom gigante, senza completare la prova. Non ha debuttato in Coppa del Mondo e non ha preso parte a rassegne olimpiche o iridate.

## Palmarès

### Campionati sloveni
- 3 medaglie:
  - 3 bronzi (discesa libera, supergigante, combinata nel 2023)